# المجمع المغلق 1655
المجمع المغلق 1655 هو المجمع الموكول بانتخاب بابا الكنيسة الكاثوليكية الجديد بعد استقالة البابا. انعقد مجمع الكرادلة لانتخاب البابا الجديد بدءًا من
19 يناير 1655 وانتهى في 7 أبريل 1655. انتُخبَ ألكسندر السابع ليكون البابا الجديد للكنيسة.
عُقدَ المجمع في إيطاليا .